# Hecates Tholus
Hecates Tholus je kupovitá hora na povrchu Marsu, která se nachází na severní polokouli severovýchodním směrem od štítové sopky Elysium Mons v oblasti Elysium Planitia. Spadá do vulkanické skupiny Elysium, kde je nejsevernějším členem.

## Popis

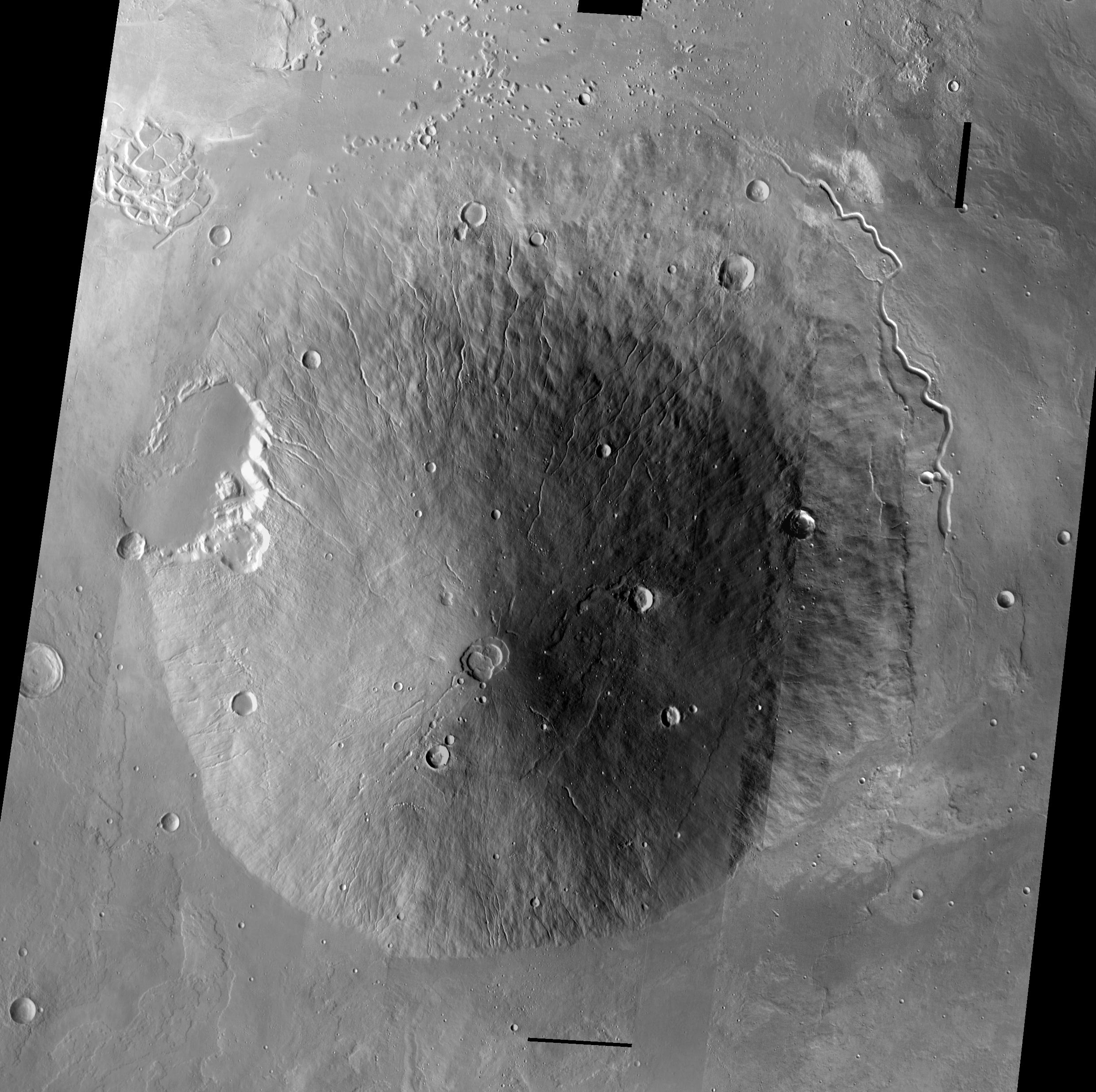
Hecates Tholus

Hora vznikla v důsledku sopečných erupcí a jedná se tedy o štítovou sopku o základně 183 km. Díky výzkumu založeném na snímcích evropské sondy Mars Express se soudí, že hlavní erupce probíhaly v nedávné době – před 350 (jiný zdroj uvádí 300 až 100) milióny let. Mnohem blíže současnosti, než se původně soudilo.
Předpokládá se, že celkové množství vyvrženého magmatu dosáhlo 80 km3.
Během erupcí došlo ke vzniku tří stupňovité kaldery na vrcholku sopky, která v současnosti dosahuje průměru 10 km a maximální hloubky 600 m. Tyto tři stupně napovídají, že došlo k postupnému kolapsu kalder několikrát po sobě. Předpokládá se, že část kaldery a okolních kráterů byla vyplněna ledem a druhotným nánosem hornin. Na základě počítání množství kráterů se došlo k závěru, že vyplněna byla před 5 až 24 milióny let. Nicméně modely atmosféry Marsu ukazují, že za současných podmínek není led na povrchu Hecates Tholus stabilní, takže k jeho vzniku muselo dojít v době, kdy na Marsu existovalo rozdílné klima, jež se později změnilo na současný stav. Byla ukázáno, že vznik ledovců souvisí s obdobím zvýšeného sklonu Marsovy rotační osy.
Na svazích sopky je možno pozorovat vyhloubené kanály vzniklé tekoucí vodou ale i tekoucí lávou, některé mající délku delší než 66 km. Pojmenována byla v roce 1973.
Severně se nachází pohoří Aesacus Dorsum.